# Apicomplexa
Sporozoarele reprezintă un grup de protiste asemănătoare animalelor, ce fac parte din încrengătura Apicomplexa. Sunt cunoscute în jur de 25.000 specii. Acestea nu prezintă organite de locomoție, precum cilii sau flagelii. Hrănirea este exclusiv heterotrofă. Toate sporozoarele sunt organisme parazite, care își dobândesc nutrienții pe seama altor organisme. Au un ciclu de viață complex, care implică mai multe gazde. Sunt unicelulare. 

## Ultrusctura
Acestea posedă un apicoplast și un complex apical, care le permite să infecteze gazdele. Complexul apical constă din:
- Conoidă;
- Rhoptrie;
- Fibrile;
- Microtubuli;
- inele polare;
- Vacuole, microneme, precum și o membrană trilamenară.

## Reproducerea
Majoritatea sporozoarelor sunt haploide. Reproducerea este asexuată, prin spori, și sexuată, prin microgameți masculini și macrogameți feminini. Aceste prezintă gametogamie, care este urmată de producerea sporilor. În plus, la unele sporozoare poate fi întâlnită sporogonia. 

## Exemple
Plasmodium vivax, Toxoplasma gondii.